# Capitano del Popolo

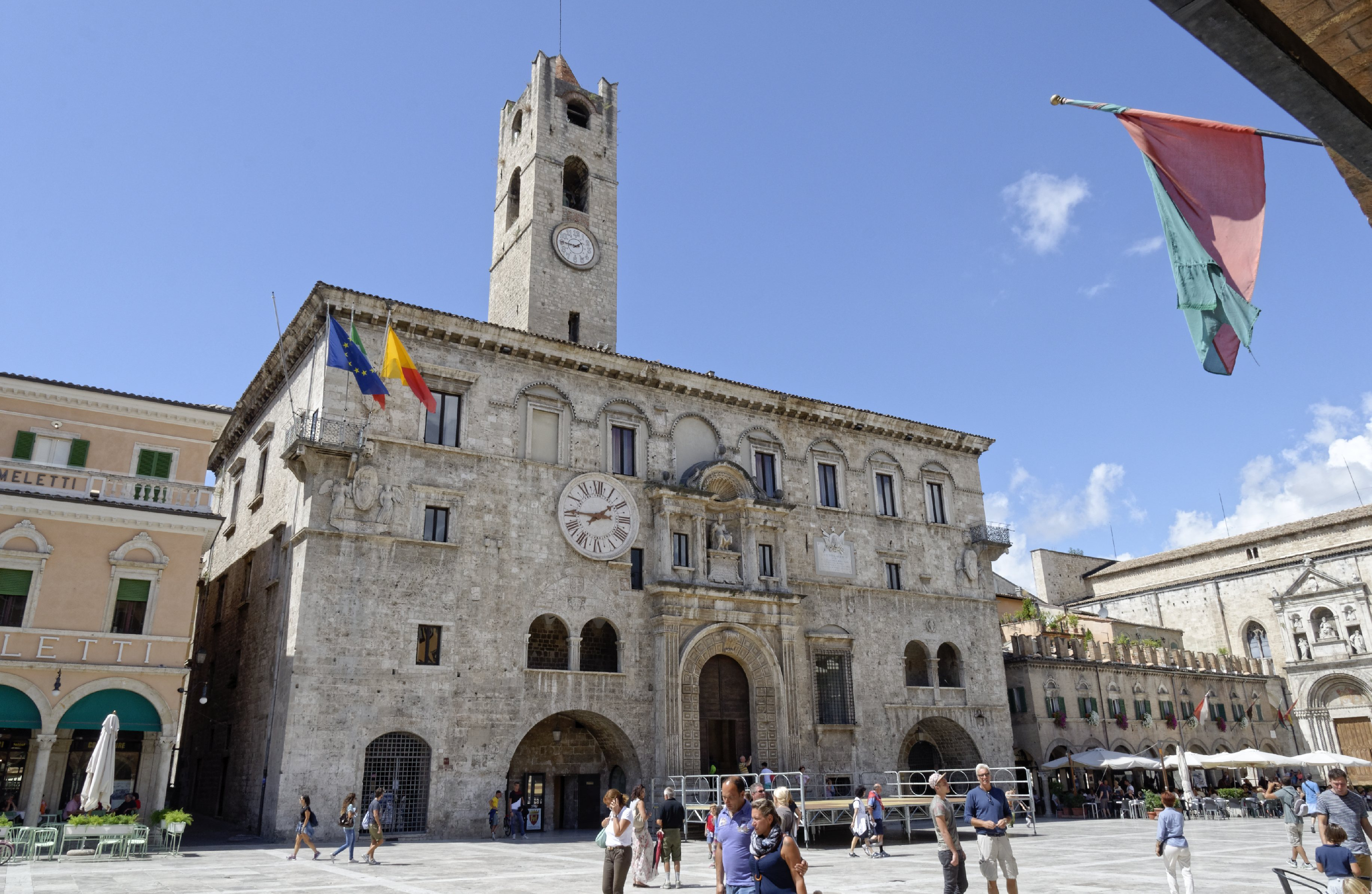
Paleis van de Capitano del Popolo in Ascoli Piceno (Marche)

De Capitano del Popolo was een stadsmagistraat in Italiaanse steden en bekleedde er een belangrijke bestuursfunctie tijdens de middeleeuwen. Hij was verantwoordelijk voor de burgerwacht. Hij werd verkozen door de burgers van de stad. In die zin vormde hij een politiek tegengewicht tegen de Podestà of baljuw (term in de Nederlanden). De Podestà bestuurde de stad namelijk in naam van de vorst en adellijke families. 
De Capitano del Popolo werd bijgestaan door twee raden: een grote raad met circa 150 burgers en een kleine raad met circa 30 burgers. Dit aantal verschilde van stad tot stad. Deze raden gaven politieke macht aan grote groepen burgers die, als niet-edellieden anders zonder toegang tot het stadsbestuur waren.
Het gebeurde ook dat edellieden zich lieten verkiezen tot capitano del popolo zoals Galeazzo I Visconti in Milaan.